# Масиэл Гонсалвес, Фернандо
Фернандо Масиэл Гонсалвес (порт.-браз. Fernandao Maciel Gonçalves; род. 16 августа 1980, Сан-Паулу, Бразилия), более известный как просто Фернандан (порт.-браз. Fernandão) — испанский и бразильский футболист, игрок в мини-футбол, нападающий.

## Биография
До 2004 года Фернандао играл в бразильском чемпионате, после чего перебрался в испанский клуб «Марторель». После успешного сезона 2005/06, когда он стал лучшим бомбардиром испанского чемпионата, Фернандао стал игроком «Барселоны».
Приняв испанское гражданство, Фернандао начал выступления за сборную Испании по мини-футболу. В её составе натурализованный бразилец поехал на Чемпионат мира 2008 года, где стал лучшим бомбардиром команды и помог испанцам выиграть серебро. А через два года он поехал на Чемпионат Европы, где своими двумя голами помог «красной фурии» выиграть титул.
В июне 2014 года подписал контракт с Динамо.

## Достижения
- Серебряный призёр чемпионата мира по мини-футболу 2008
- Чемпион Европы по мини-футболу 2010
- Обладатель Кубка Испании по мини-футболу 2011, 2012, 2013
- Обладатель Королевского кубка Испании по мини-футболу 2011, 2012, 2013, 2013
- Чемпион Бельгии по мини-футболу 2018
- Обладатель Кубка Бельгии по мини-футболу 2018